# Iren
Iren (en grec antic ἴρην o εἴρην) era el nom que es donava a Esparta als joves quan tenien entre 20 i 30 anys.
Entre els 7 i els 18 s'anomenaven παῖδες ("paídes") i dels 18 als 20 anys se'ls anomenava μελλίρανες ("mellíranes"). A partir dels 20 anys, els irens ja podien prendre la paraula a les assemblees. Segons Plutarc, els joves d'aquesta edat formaven grups anomenats βοῦα ("boúa"), i entre tots elegien un βουαγόρ (bouagór") com a cap, el més savi i valent de tots els irens. Aquests caps tenien dret a menjar amb els homes al dinar comunitari anomenat sissítia.
Heròdot parla d'un grup d'irens enterrats tots junts i en tombes a part de la resta després de la batalla de Platea, però es creu que eren només els comandants o caps, i no tots els components dels grups d'irens que hi van participar.